# Gordon Murray
Ian Gordon Murray (ur. 18 czerwca 1946 w Durbanie) – południowoafrykańsko-brytyjski projektant samochodów Formuły 1, hipersamochodu McLaren F1 oraz supersamochodów własnej marki GMA.

## Życiorys

### Dzieciństwo i początki kariery
Urodził się jako syn szkockich imigrantów, wychowywał się w Durbanie. Jego ojciec ścigał się na motocyklach, później przygotowywał auta do wyścigów. Murray studiował inżynierię mechaniczną na Natal Technical College (obecnie Durban University of Technology). Zbudował i ścigał się we własnym aucie, IGM Ford, w zawodach National Sports Car Race Series w RPA w 1967 i 1968 roku.

### Formuła 1

#### 1969-1986: Brabham

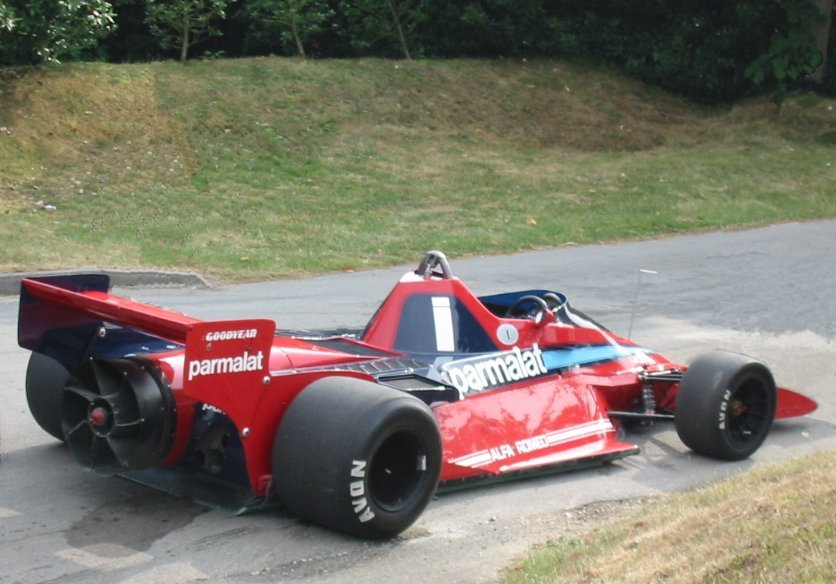
Brabham BT46B

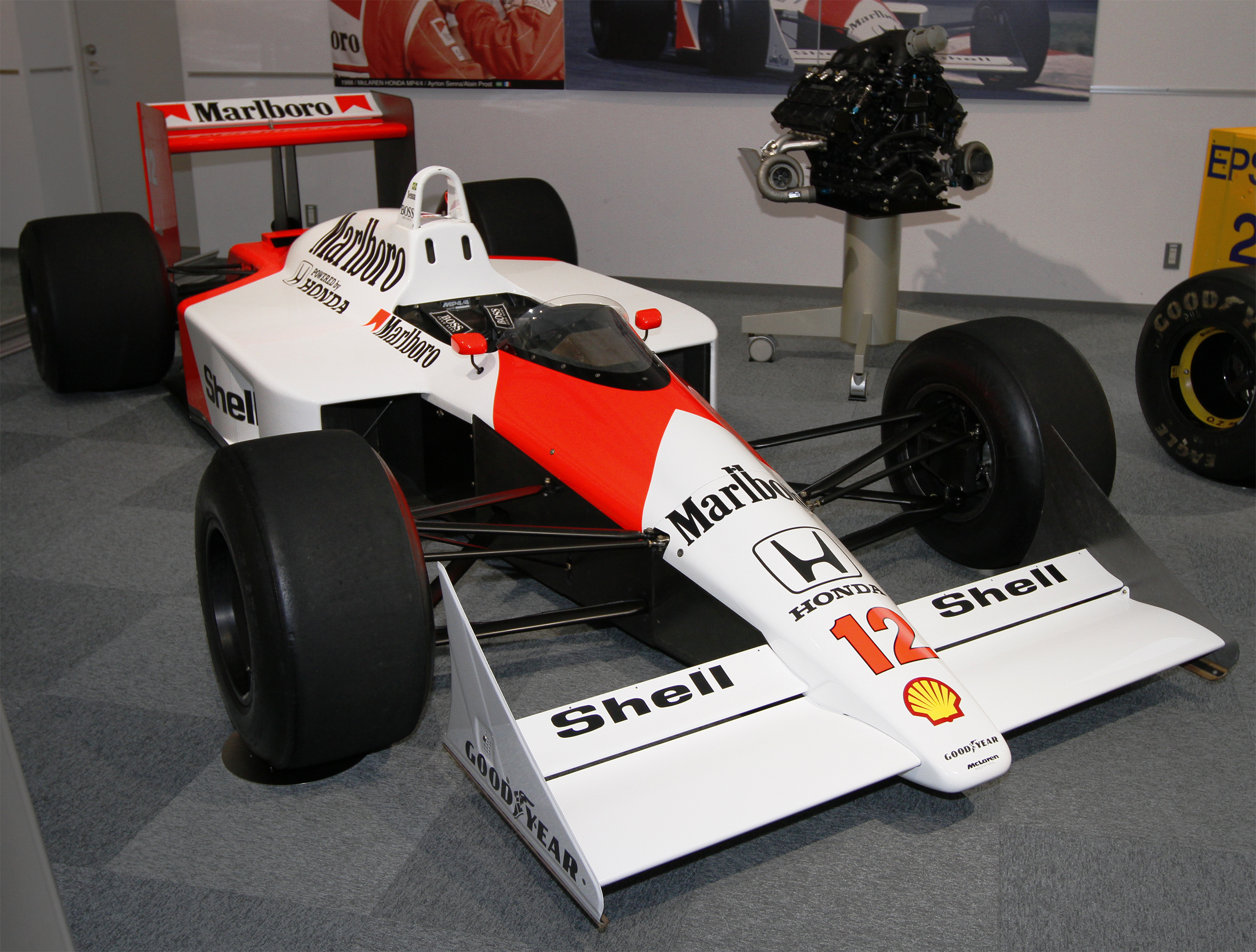
McLaren MP4/4

W 1969 roku przeprowadził się do Anglii mając nadzieję na pracę w Lotus Cars. Po przypadkowym spotkaniu z projektantem Ronem Tauranakiem, dostał ofertę z Brabhama. Murray został mianowany głównym projektantem Brabhama w 1973 roku po tym, gdy Bernie Ecclestone został rok wcześniej właścicielem tego zespołu. Murray stworzył kilka aut, spośród których parę zdobyło tytuł mistrzowski. Do najbardziej znanych należy model BT46B (często nazywany „fan car” ze względu na wentylator umiejscowiony za silnikiem) czy też BT49. Murray zbudował sobie reputację człowieka o innowacyjnym podejściu do projektowania.
Pomiędzy 1973 a 1985 rokiem bolidy Murraya wygrały 22 Grand Prix i dały tytuł mistrza świata Nelsonowi Piquetowi w 1981 i 1983 roku. Brabham zajął drugie miejsce w klasyfikacji konstruktorów w 1975 i 1981 roku.
W 1986 roku Murray zaprojektował ambitny bolid BT55 o niskiej linii nadwozia, mając na celu obniżenie środka ciężkości auta. Samochód nie odnosił sukcesów, przez co sezon okazał się nieudany dla zespołu.

#### 1987-2006: McLaren
Po odejściu z Brabhama, Gordon Murray dołączył do zespołu McLaren jako dyrektor techniczny. Bazując na doświadczeniu wyniesionym z poprzedniego zespołu, stworzył model MP4/4 napędzany silnikiem Hondy. Auto odniosło sukces i wygrywając 15 z 16 Grand Prix, dało pierwszy tytuł mistrza Ayrtonowi Sennie. W klasyfikacji konstruktorów McLaren zdobył 199 punktów, co oznaczało, że pobił rekord największej ilości punktów dla konstruktora w sezonie (rekord ten pobiło w 2002 roku Ferrari) Od 1988 do 1991 roku McLaren zdobywał zarówno mistrzostwo kierowców, jak i konstruktorów. Alain Prost zdobył tytuł w 1989 roku, a Ayrton Senna w latach 1990–1991.
Od 1991 do 2004 roku prowadził także zespół w spółce McLaren Cars, czego owocem były supersamochody McLaren F1 oraz Mercedes-Benz SLR McLaren.

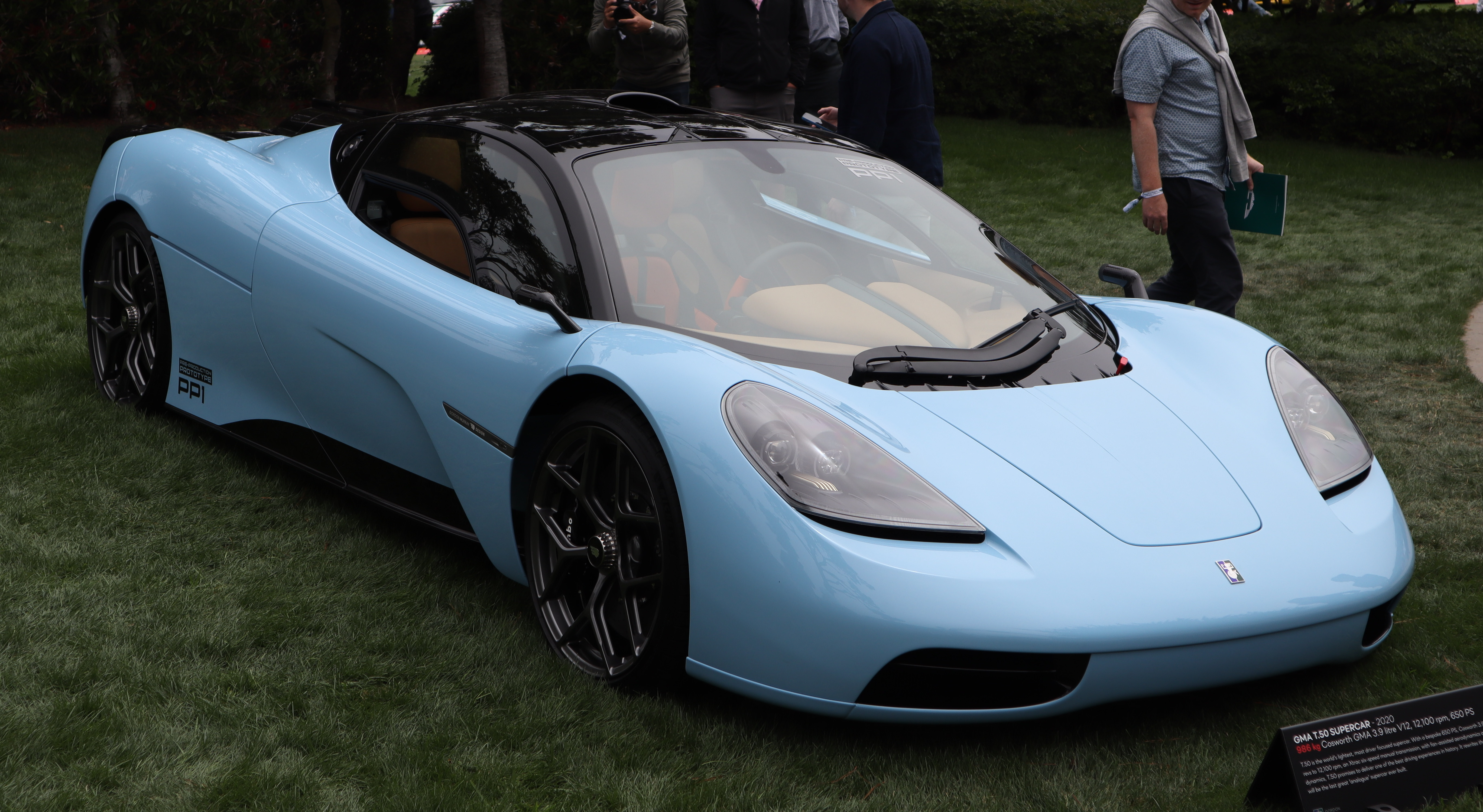
GMA T.50

### Gordon Murray Design
W lipcu 2007 roku utworzono firmę Gordon Murray Design, zajmującą się doradztwem w zakresie projektowania. Niedługo po otwarciu podano pierwsze szczegóły dotyczące auta o nazwie Type 25 (T.25), prototypie samochodu miejskiego, o rozmiarach mniejszych niż Smart Fortwo. W listopadzie 2009 roku Gordon Murray Design oraz Zytek Automotive poinformowali o rozpoczęciu prac nad wersją napędzaną silnikiem elektrycznym, T.27.

### Gordon Murray Automotive
W 2017 roku Gordon Murray utworzył swoje kolejne własne przedsiębiorstwo motoryzacyjne Gordon Murray Automotive z siedzibą w brytyjskim Shalford, które za cel obrało sobie budowę tym razem autorskich supersamochodów o niskim wolumenie produkcyjnym, oferowanych pod własną marką GMA. W 2020 roku zadebiutował model GMA T.50 będący spadkobiercą klasycznego McLarena F1, z kolei w 2022 roku przedstawiono mniejszego GMA T.33.